# Bazyli Korsak Bobynicki
Bazyli Korsak Bobynicki herbu własnego – horodniczy połocki w 1735 roku, pisarz grodzki starodubowski w latach 1733-1745.
Jako poseł na sejm konwokacyjny 1733 roku z województwa połockiego był członkiem konfederacji generalnej zawiązanej 27 kwietnia 1733 roku na tym sejmie.